# Coptis occidentalis
Coptis occidentalis es una especie de plantas de la familia de las ranunculáceas.

## Hábitat
Es una planta nativa del oeste de Norteamérica en Idaho, Montana y Washington en alturas de 500-2000 m s. n. m.

## Descripción
Tiene rizomas de color marrón pálido. Las hojas son alternas con folletos largos y peciolados, ampliamente ovales, con una incisión de 2-3 lóbulos divididos ca. 1 / 2 longitud de la base, los márgenes fuertemente serrados-denticulados.  Inflorescencias de 2-3 (-5) flores, a menudo más corta de 10-25 cm, alargándose a 32 cm cuando fructifica. Flores erectas; con sépalos extendidos, linear-lanceoladas de 7-11 x 0,4-1 mm; pétalos linear-lanceolados, casi basales, hoja aplanada, en sentido estricto ligulada en el ápice; estambres 10-35.  5-15 folículos.

## Sinonimia
- Chrysocoptis occidentalis Nutt.[1]